# Jobenul
Jobenul este un film românesc din 1974 regizat de Virgil Mocanu.